# Olympiadan
Olympiadan besteht aus fünf mechanisch ineinandergreifenden Makrocyclen, die den olympischen Ringen ähneln, und zu den Catenanen gehört.

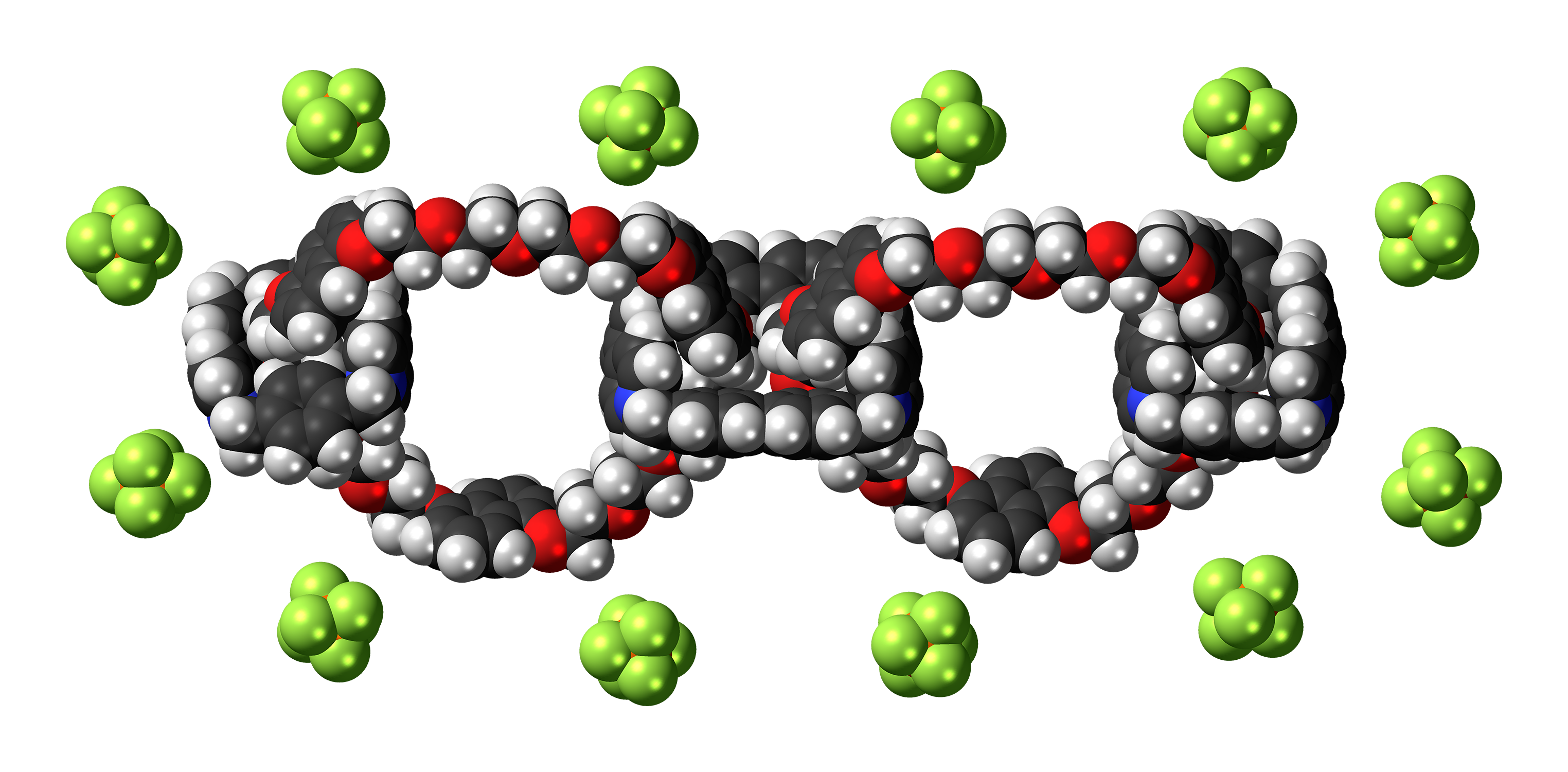
Kalottenmodell
Namensgebende olympische Ringe

Das Molekül besteht aus einem linearen Pentacatenan (auch [5]Catenan genannt) plus 12 Hexafluorphosphaten. Es wurde 1994 von Fraser Stoddart und Mitarbeitern synthetisiert und benannt. Ein praktischer Nutzen war nicht vorgesehen.